# Kvarnabacken
Kvarnabacken är en bebyggelse i Lerdala socken i Skövde kommun i Västergötland. Området avgränsades före 2015 till en småort för att därefter räknas som en del av tätorten Lerdala.